# Ренодо, Евсевий
Евсевий Ренодо (1646—1720) — известный ориенталист, ученик иезуитов.
Знал двенадцать языков. Написал: «Historia patriarcharum Alexandr. Jacovitarum» (1713), «Discours de patriacho Alexandrino» (1717), «Anciennes relations des Indes et de la Chine» (Париж, 1718). Ему принадлежит лучшее до начала XX в. ученое издание древних христианских литургий — «Liturgiarum orientalium collectio» (Париж, 1715).